# Снарк Декарта
Снарк Декарта — неориентированный граф с 210 вершинами и 315 рёбрами, снарк, открытый Уильямом Таттом в 1948 году (опубликован группой Бланш Декарт).
Получается из графа Петерсена путём замены каждой вершины девятиугольником, а каждого ребра на граф, тесно связанный с графом Петерсена. Поскольку имеется много путей выполнения данной процедуры, имеется много снарков Декарта.